# Nemesia dido
Nemesia dido (лат.) — вид пауков рода Nemesia из семейства Nemesiidae (Mygalomorphae). Эндемик Алжира.

## Этимология
Видовое название «dido» дано в честь финикийской принцессы Дидоны (также известной как Dido; 839—785 гг. до н. э.), которая, как полагают, была легендарной основательницей и первой царицей древнего государства Карфаген; название вида — существительное в приложении.

## Описание
Пауки среднего размера, длиной около 1,4 см, оранжево-коричневые. Обладая гребешками для чистки метатарзусов 4-й пары ног в сочетании с особой (гантелевидной или в форме песочных часов) формой сперматек и очень маленькими задними срединными паутинными бородавками PMS (PMS — posterior median spinnerets), самки N. dido напоминают самок трёх балеарских видов: N. bristowei Decae, 2005, N. ibiza Decae, 2005 и N. randa Decae, 2005. N. dido отличается от этих сородичей короткой, но широкой группой глаз, более широким стернумом и основаниями сперматеки, а также ещё меньшим PMS, не имеющими выступов. Цвет в спирте: карапакс светло-коричневато-оранжевый, с несколько более тёмными коричневатыми наличником и радиальными бороздками; глазной бугорок коричневый с широкими чёрно-коричневыми кольцами вокруг глаз; хелицеры средней желтовато-красные; нижняя губа, максиллы, щупики и ноги от светло- до средне-коричневато-желтого цвета; стернум (с более интенсивно жёлтыми сигиллами) и паутинные железы бледно-жёлтые; брюшко в основном светло-серовато-коричневое, с сетчатым рисунком на спине из небольших и частично сросшихся более тёмных и более бледных коричневых шевронов и пятен.

## Таксономия и этимология
Вид был впервые описан в 2019 году израильским арахнологом Сергеем Зонштейном (The Steinhardt Museum of Natural History, Israel National Center for Biodiversity Studies, Тель-Авивский университет, Израиль).

## Распространение
Алжир, Эш-Шелифф (36°13′N, 1°20′E).